# Armentia (Alava)
Pour les articles homonymes, voir Armentia.

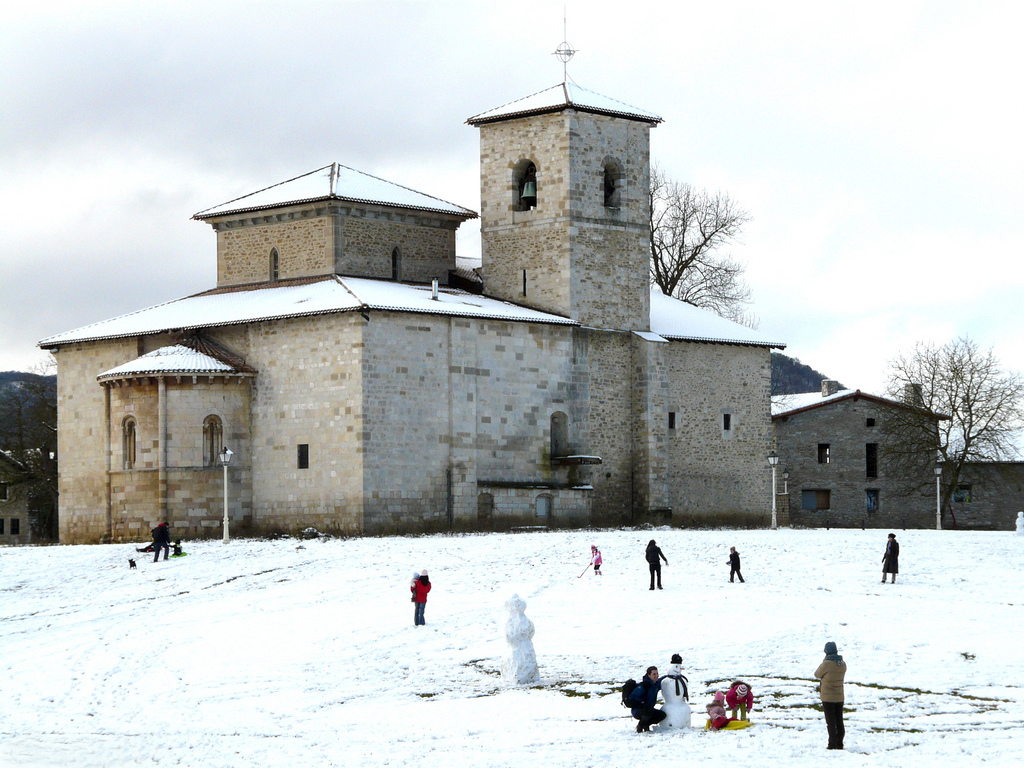
Basilique d'Armentia sous la neige.

Armentia est un village ou contrée faisant partie de la municipalité de Vitoria-Gasteiz dans la province d'Alava dans la Communauté autonome basque.

## Démographie
| 2000 | 2001 | 2002 | 2003 | 2004 | 2005 | 2006 | 2007 |
| ---- | ---- | ---- | ---- | ---- | ---- | ---- | ---- |
| 215  | 221  | 222  | 217  | 225  | 222  | 213  | 227  |

## Histoire
Armentia a été le siège du diocèse d'Álava entre le IXe siècle et le XIe siècle. À la mort de l'évêque Fortunio vers 1087, le siège épiscopal disparaît et est absorbé par le diocèse de Calahorra : la cathédrale d'Armentia est alors réduite au rang de collégiale, abritant le chapitre en tant que chef lieu de l'archidiaconé d'Álava. Cette annexion est entérinée par une bulle pontificale de Pascal II en 1109.
Armentia est rétrogradée en église paroissiale en 1498, ce qu'acte une bulle d'Alexandre VI. Les chanoines et fonctions de la collégiale sont alors transférés à Santa Maria de Vitoria.
Le début de la construction de la collégiale romane, actuelle Basilique San Prudencio de Armentia (es), coïncide avec l'épiscopat de Rodrigo de Cascante (1146-1190), et se termine au début du XIIIe siècle. Une restauration de l'édifice a été entreprise au XVIIIe siècle.